# Oewest
Das Oewest ist ein Naturschutzgebiet in der niedersächsischen Stadt Haselünne im Landkreis Emsland.
Das Naturschutzgebiet mit dem Kennzeichen NSG WE 153 ist 15,2 Hektar groß. Es liegt nordwestlich von Haselünne und stellt ein kleines Hochmoorgebiet unter Schutz. Das Moorgebiet ist überwiegend mit Bruchwald bewachsen. Im Südosten des Moores befinden sich zwei kleine Moortümpel.
Das Gebiet steht seit dem 17. November 1984 unter Naturschutz. Zuständige untere Naturschutzbehörde ist der Landkreis Emsland.